# Districtul Petrici (1913)
Districtul Petrici a fost o unitate administrativ-teritorială din Bulgaria care a existat din 1913 până în 1959.
Districtul a fost înființat în septembrie 1913 printr-un ordin al Ministerului Afacerilor de Interne și Sănătății Publice, ca parte a districtului Strumica nou creat, după ce Strumița a devenit parte a Bulgariei în baza Tratatului de la București care a pus capăt celui de-Al Doilea Război Balcanic. Centrul regional este orașul Petrici. În 1919, Tratatul de la Neuilly prevedea transferul districtului Strumița și a unei părți din Petrici către Regatul sârbilor, croaților și slovenilor, transfer care a avut loc în 1920, iar districtul a devenit apoi parte a unui nou district Petrici.
Sub noua împărțire administrativ-teritorială impusă la 19 mai 1934, districtul a fost inclus în regiunea Sofia. Între 1943-1949 a făcut parte din regiunea Gorna Giumaia. Din 1950 a devenit parte a regiunii Blagoevgrad.